# Cantó de Coutras
El cantó de Coutras és un cantó francès del departament de la Gironda, situat al districte de Liborna. Té 12 municipis (Abzac, Camps-sur-l'Isle, Chamadelle, Coutras, Les Églisottes-et-Chalaures, Le Fieu, Les Peintures, Porchères, Sent Antòni d'Eila, Saint-Christophe-de-Double, Saint-Médard-de-Guizières i Saint-Seurin-sur-l'Isle)i el cap és Coutras.
| Data d'elecció                           | Identitat         | Partit           | Qualitat |
| ---------------------------------------- | ----------------- | ---------------- | -------- |
| 1945-1994                                | Jean-Elien Jambon | SFIO, després PS |          |
| 1994-                                    | Pierre Barrau     | PS               |          |
| les dades anteriors no són pas conegudes |                   |                  |          |
|                                          |                   |                  |          |

| 1962   | 1968   | 1975   | 1982   | 1990   | 1999   | 2006   |
| ------ | ------ | ------ | ------ | ------ | ------ | ------ |
| 15.940 | 16.804 | 17.046 | 17.826 | 18.346 | 19.224 | 21.021 |